# Квінегак (Аляска)
Квінегак (англ. Quinhagak) — місто (англ. city) в США, в окрузі Бетел штату Аляска. Населення — 776 осіб (2020).

## Географія
Квінегак розташований за координатами 59°45′20″ пн. ш. 161°53′59″ зх. д. / 59.75556° пн. ш. 161.89972° зх. д. (59.755441, -161.899796).  За даними Бюро перепису населення США в 2010 році місто мало площу 13,81 км², з яких 11,33 км² — суходіл та 2,48 км² — водойми. В 2017 році площа становила 12,14 км², з яких 10,52 км² — суходіл та 1,62 км² — водойми.

## Демографія
Згідно з переписом 2010 року, у місті мешкало 669 осіб у 165 домогосподарствах у складі 138 родин. Густота населення становила 48 осіб/км².  Було 187 помешкань (14/км²).
Расовий склад населення:
| - 93,4 % — корінних американців - 2,2 % — білих - 0,4 % — вихідців з тихоокеанських островів |

До двох чи більше рас належало 3,7 %. Частка іспаномовних становила 0,4 % від усіх жителів.
За віковим діапазоном населення розподілялося таким чином: 40,1 % — особи молодші 18 років, 53,6 % — особи у віці 18—64 років, 6,3 % — особи у віці 65 років та старші. Медіана віку мешканця становила 24,0 року. На 100 осіб жіночої статі у місті припадало 107,8 чоловіків;  на 100 жінок у віці від 18 років та старших — 107,8 чоловіків також старших 18 років.
Середній дохід на одне домашнє господарство  становив 42 362 долари США (медіана — 31 719), а середній дохід на одну сім'ю — 44 436 доларів (медіана — 33 000). Медіана доходів становила 39 375 доларів для чоловіків та 36 250 доларів для жінок. За межею бідності перебувало 38,0 % осіб, у тому числі 43,5 % дітей у віці до 18 років та 16,7 % осіб у віці 65 років та старших.
Цивільне працевлаштоване населення становило 168 осіб. Основні галузі зайнятості: публічна адміністрація — 27,4 %, освіта, охорона здоров'я та соціальна допомога — 21,4 %, роздрібна торгівля — 20,2 %.